# Juan Schiaffino
Juan Alberto Schiaffino Villano (ur. 28 lipca 1925 w Montevideo, zm. 13 listopada 2002 w Montevideo) – piłkarz urugwajski z włoskim paszportem, grający na pozycji napastnika lub lewego łącznika. W klubie z Mediolaniu, przez 6 lat gry rozegrał łącznie 171 spotkań, strzelając w nich 60 bramek.

## Kariera piłkarska i trenerska
Reprezentował kluby: CA Peñarol (1943–1954), A.C. Milan (1954–1960) i AS Roma (1960–1962). W reprezentacji Urugwaju rozegrał 21 spotkań strzelając 8 bramek, dodatkowe 4 mecze zagrał jako reprezentant Włoch. Debiut w reprezentacji narodowej: 10 stycznia 1946 r. w meczu przeciwko Brazylii (1:1). Karierę reprezentacyjną zakończył w dniu 15 stycznia 1958 r. spotkaniem Włochy – Irlandia Północna (1:2).
Po zakończeniu kariery zawodniczej pracował jako trener w Peñarolu i reprezentacji Urugwaju.

## Uczestnictwo w mistrzostwach świata
Uczestnik mistrzostw świata w 1950 oraz 1954. W 1950 walnie przyczynił się do zdobycia przez Urugwaj mistrzostwa świata, strzelając bramkę na 1:1 w meczu finałowym przeciwko gospodarzom turnieju – Brazylii (2:1).